# バンカケ〜警視庁自動車警ら隊
『バンカケ〜警視庁自動車警ら隊』（バンカケ けいしちょうじどうしゃけいらたい）は、2023年3月27日にテレビ東京系列の「月曜プレミア8」枠で放送されたテレビドラマ。主演は上川隆也。

## キャスト

### 第一自動車警ら隊 芝浦分駐所
階堂昇
演  - 上川隆也（新人時代：福吉大雅）
ベテラン隊員。主任で階級は警部補。人並外れた洞察力と職務質問の技術を持つ。
柔道や合気道、クラヴ・マガなどの格闘技に精通しているようで、英語も堪能。以前は捜査一課の刑事で、過去には研修という名目でFBIや各国の捜査機関に派遣され、経験を積んだことが仄めかされている。
自らの行為が越権行為であると知りつつも、独自に捜査を行う。
現在は独身であるが、私生活の一切が謎に包まれている人物。
岸谷涼子
演  - 足立梨花
A級ライセンスを持つ新人隊員。巡査長。自ら隊に配属されて2ヶ月の新人だが、パトカーの運転は見事な腕前であり、盗難車であるバイクのナンバーを記憶しているなど、記憶力も抜群。
鉄元克己
演 - 勝村政信
中隊長。警部。「くれぐれも」が口癖。
望月早苗
演 - 峯村リエ
庶務係。警部補。
中隊長である鉄元のことを、陰で「妖怪クレグレモ」と呼んでいる。
吉田道夫
演 - 清水伸
巡査部長。双子の父で愛妻家。
篠崎章介
演 - 渡辺佑太朗
巡査長。

### 捜査一課
木村晃夫
演 - 鈴木浩介
刑事。警部補。階堂が捜査一課時代の元同僚。
佐久間肇
演 - 飯田基祐
捜査一課長。警視正。
酒巻圭太
演 - 戸谷菊之介
新米刑事。巡査長。26歳。岸谷の交番勤務時代の後輩。

### その他
時坂吾郎
演 - 赤井英和
1年前に交番襲撃事件で殺害された元巡査部長。その際に携帯していた拳銃が奪われており、その銃が田島殺害に使われる。
交番襲撃事件発生時、一報を受けて最初に現場に駆けつけたのが階堂であり、25年前、階堂が警察官になりたての頃の指導員でもあった。
階堂遥香
演 - 中上サツキ
階堂昇の亡き妹。帰宅途中に高架下で通り魔に刺殺されたとされている。

### ゲスト
清水健司
演 - 笠原秀幸
強盗被害にあった神田のスーパー「マルナン」店長。
小林悟
演 - 近藤勇磨
スーパー「マルナン」店員。
田島光則
演 - 諫早幸作
銃殺体で発見された投資家。
浜口浩之
演 - 河野賢治
田島と共に投資詐欺を行っていたとされる人物。
安川弘晃
演 - 小柳友
バー経営者。元陸上自衛隊の自衛官。田島と借金トラブルがあった。
寺脇亮
演 - 樫尾篤紀
安川が経営するバーのバーテン。田島の運転手をするなど彼と親しかった。
渡辺詩音
演 - 山下航平
闇バイトに応募して強盗犯となった。
清水佳代
演 - 小林万里子
清水健司の妹。投資詐欺被害に遭って自殺した。
石川愛
演 - 米津れいみ
安川が経営するバーの客。
山本光雄
演 - 俵広樹
バンカケされて車内から覚せい剤が見つかり、逃亡するも階堂に取り押さえられる。
男女
演 - Juliano Wakahisa、SHISAE
公園で英語で喧嘩する男女。
栗原泰次
演 - 吉岡睦雄
階堂にバンカケされ逃走する男。実は盗みに入った家で死体を発見していた。
板倉孝男
演 - 石山和史
捜査二課刑事。警部補。暗号資産特殊詐欺事件の捜査資料を階堂に渡す。
広川徹
演 - 中澤隆範
広川法律事務所・所長。「暗号資産特殊詐欺事件被害者の会」の担当弁護士。
トラックドライバー
演 - 柿沼慶典
飲酒運転で検挙された「急優運送」のドライバー。スーパー「マルナン」強盗犯のバイクと接触事故を起こしていた。
男性
演 - 比佐仁
車上荒らし犯に酷似しているとして階堂昇にバンカケされる男。
刑事
演 - 黒藤結軌
スーパー「マンナン」の強盗事件を捜査する神田南署の刑事。
漫才師
演 - ひつじねいり
田島光則が銃殺された時にリビングのテレビに映っていた漫才師。

## スタッフ
- 脚本 - 前川洋一[1]
- 監督 - 鈴木浩介[1]
- 音楽 - 村松崇継[14]
- 警察監修 - 古谷謙一
- 劇用車 - 旭商会（倉田和弥、西本雄介）
- カースタント - スーパードライバーズ（中島啓介、杉山竜太）[15]
- スタントコーディネーター - 劔持誠
- 技術協力 - ビデオフォーカス、Kカンパニー
- チーフプロデューサー - 中川順平（テレビ東京）[14]
- プロデューサー - 川村庄子（テレビ東京）[1]、木川康利（アズバーズ）[14]、神馬由季（アズバーズ）[14]
- 制作協力 - アズバーズ[14]
- 製作著作 - テレビ東京、BSテレ東